# نيل كووي
نيل كووي (بالإنجليزية: Neil Cowie)‏ هو لاعب دوري الرغبي بريطاني، ولد في 16 يناير 1967 في تودموردن ‏ في المملكة المتحدة.